# Shalbatana Vallis
Shalbatana Vallis è una valle presente sulla superficie di Marte, nell'emisfero meridionale del pianeta; è stata battezzata con il nome del pianeta in lingua accadica.
Assieme a diverse altre valli, come Ares Vallis, le Kasei Valles, le Simud Valles e le Tiu Valles, si getta nel bacino di Chryse Planitia. Sul suo letto sono presenti tracce di stratificazione, probabilmente dovute a sedimentazione.